# Margaride (Quiroga)
Margaride es una aldea española situada en la parroquia de Quintá de Lor, del municipio de Quiroga, en la provincia de Lugo, Galicia.

## Geografía
Por él discurre el río Lor. 
Su clima es típico del valle del Sil, y puede calificarse como oceánico-mediterráneo, marcado en verano por altas temperaturas y sequía. La temperatura media es de 13.2 °C y las precipitaciones de unos 1000 mm./anuales.

## Localización
El pueblo está situado en un importante eje de comunicación, en el valle del Río Lor. Se puede acceder al pueblo mediante la
- N-120 que une Quiroga con Monforte de Lemos
- LU-933 desde Quiroga
- Se planea hacer pasar a proximidad la futura Autovía Ponferrada-Orense (A-76).

## Historia
Explotación del oro por los Romanos entre el siglo I y el siglo II de lo cual aún quedan vestigios (covas do medo).

## Demografía
| Gráfica de evolución demográfica de Margaride entre 2000 y 2020 |
|                                                                 |
| Datos según el nomenclátor publicado por el INE.                |

## Festividades
- San Vicente Mártir (22 de enero)